# گرن توریسمو ۳: ای-اسپک
گرن توریسمو ۳: ای-اسپک (به انگلیسی: Gran Turismo 3: A-Spec) یک بازی ویدئویی شبیه‌سازی مسابقه است که در سال ۲۰۰۱ توسط پولی‌فونی دیجیتال ساخته شده و توسط سونی کامپیوتر انترتینمنت برای پلی‌استیشن ۲ منتشر شده است. این بازی سومین قسمت از مجموعه گرن توریسمو است. در جریان نمایش خود در ای۳ ۲۰۰۰ و ای۳ ۲۰۰۱، این بازی با عنوان کاری گرن توریسمو ۲۰۰۰ شناخته شد.
با عناوین قبلی که برای پلی‌استیشن اصلی توسعه یافته بودند، گرن توریسمو ۳ اولین حمله این مجموعه به نسل ششم کنسول‌های بازی ویدئویی را رقم زد. این بازی که در ابتدا برای عرضه در سال ۲۰۰۰ به عنوان یک عنوان راه اندازی برای پلی‌استیشن ۲ در نظر گرفته شده بود، توسعه بازی در درجه اول بر استفاده از قابلیت‌های سخت‌افزاری جدید کنسول متمرکز بود. در حالی که تعداد خودروهای موجود (۱۸۰ خودرو در گرن توریسمو ۳ در مقابل ۶۵۰ خودرو در گرن توریسمو ۲) به خطر افتاد، این بازی از نظر گرافیک، فیزیک، طراحی صدا، مدل‌سازی خودرو، هوش مصنوعی حریف، محیط‌ها و عملکرد فنی یک جهش قابل توجه به جلو بود.
مانند بازی‌های قبلی خود، این بازی با تحسین منتقدان عرضه شد و یک موفقیت تجاری بود. این بازی با فروش بیش از ۱۴ میلیون نسخه از زمان انتشار، تبدیل به پرفروش‌ترین بازی این مجموعه تا به امروز، دومین بازی پرفروش پلی‌استیشن ۲ و پرفروش‌ترین بازی انحصاری پلی‌استیشن ۲ شد. این بازی یکی از بهترین بازی‌های ویدئویی تمام دوران به حساب می‌آید. تغییر شاخص به نسل بعدی کنسول‌ها، به عنوان نقطه عطفی برای این مجموعه و ژانر شبیه‌سازی مسابقه به‌طور کلی ذکر می‌شود.

## روند بازی
هدف از این بازی برنده شدن در تمام مسابقات ارائه شده، مسابقات قهرمانی، تست‌های مجوز کامل و دستیابی به ۱۰۰٪ و کامل شدن بازی است. هر ۲۵٪ از بازی به پایان می‌رسد که به بازیکن یک ماشین به عنوان جایزه ویژه اهدا می‌شود. برای جی‌تی۳ حالت گرن توریسمو (حالت شبیه‌ساز (به انگلیسی: Simulation Mode) در نسخه آمریکای شمالی) دارای یک طرح سازمان‌دهی شده است، با ترتیب ساختارمندتر و پیشرونده‌تر مسابقات و چالش‌ها. مسابقات از مسابقات کوتاه مبتدی تا مسابقات استقامتی چند ساعته و همچنین مسابقات رالی در برابر حریف متفاوت است. علاوه بر این حالت‌ها، فروشگاه‌های خودرو در حال حاضر بر اساس کشور و سپس بر اساس تولیدکننده سازماندهی می‌شوند.
حالت آرکید (به انگلیسی: Arcade Mode) در «مراحل» دوباره سازماندهی می‌شود. این مراحل از ۵ یا ۶ مسیر تشکیل شده است که از تمام مسیرهای موجود در بازی شامل مسابقات جاده‌ای و رالی ترکیب شده است. برای رسیدن به مرحله بعدی، تمام مسیرهای یک مرحله باید روی درجه سختی آسان یا بالاتر تکمیل شوند. با انجام دادن مرحله در درجه نرمال یا دشوار، خودروهای اضافی نیز برای بازی در هر حالت از حالت آرکید (از جمله نبرد دو نفره و زمان آزمایشی) باز می‌شوند.
جی‌تی۳ دارای ۱۹ پیست مسابقه است که ۱۴ تای آن‌ها دارای انواع معکوس و ۴ تای آن مسیرهای خاکی هستند. بیشتر این پیست‌ها در مکان‌های تخیلی هستند، اما پیست‌های لاگونا سکا کالیفرنیا و پیست موناکو (کوت دازور) (که عمدتاً بر اساس پیست جایزه بزرگ موناکو ساخته شده) تخیلی نیستند.
سایر تغییرات عبارتند از: حذف قابلیت «تغییر مسابقه» یا افزودن نیروی رو به پایین به خودروهای تولیدی، حذف آسیب‌های سامانه تعلیق و عدم وجود محدودیت‌های گشتاور نیرو برای مسابقات می‌باشد.
جی‌تی۳ جدید در این مجموعه، شامل نسخه‌های بدون مجوز شش خودروی واقعی فرمول یک بود که با نام‌های اف۶۸۶/ام، اف۶۸۷/اس، اف۶۸۸/اس، اف۰۹۰/اس، اف۰۹۴/اچ و اف۰۹۴/اس (در نسخه‌های ژاپنی و آمریکایی) برچسب‌گذاری شده بودند؛ که بازیکن می‌تواند از مسابقات استقامت برنده شود. در نسخه‌های ژاپنی و آمریکایی، نام هر خودرو نشان‌دهنده اطلاعات مختلفی است (به ترتیب میزان سیلندرهای موتور، سال مسابقه شاسی و راننده آن). به عنوان مثال، اف۰۹۴/اس فوق‌الذکر، خودروی ۱۰ سیلندر و فصل ۱۹۹۴ بود که توسط آیرتون سنا هدایت می‌شد، در حالی که اف۶۸۶/ام نماینده خودروی ۶ سیلندر فصل ۱۹۸۶ بود که توسط نایجل منسل هدایت می‌شد. با این حال در نسخه پال (اروپایی)، تنها دو خودروی فرمول یک وجود داشت که مشخصاً بر اساس همتایان واقعی نبودند و در عوض به ترتیب با عنوان پولی‌فونی ۰۰۱ و ۰۰۲ برچسب‌گذاری شدند.
جی‌تی۳ همچنین نشان دهنده حضور غیررسمی خودروسازان لامبورگینی و پورشه است. یک خودروی لامبورگینی دیابلو سوپر جی‌تی مسابقه‌ای در نسخه ژاپنی (NTSC-J) (و در کد بازی نسخه آمریکایی (NTSC-U)، فقط با یک دستگاه تقلب قابل دسترسی است) و یک خودروی پورشه ۹۱۱ جی‌تی۳ را می‌توان در کد بازی پیدا کرد (البته نمی‌توان آن را دریافت کرد و به‌طور معمول در هر نسخه‌ای از بازی نیاز به استفاده از یک دستگاه تقلب است). هر دو خودرو به همراه دو لانچیا استریتوس مخفی (نسخه‌های جاده‌ای و رالی) اما در نسخه پال (اروپایی) به‌طور کامل غایب هستند. لامبورگینی اولین حضور رسمی خود را در گرن توریسمو در سال ۲۰۰۹ برای پلی‌استیشن همراه انجام داد، در حالی که پورشه اولین حضور رسمی خود را در گرن توریسمو اسپورت برای پلی‌استیشن ۴ انجام داد.

## توسعه و انتشار

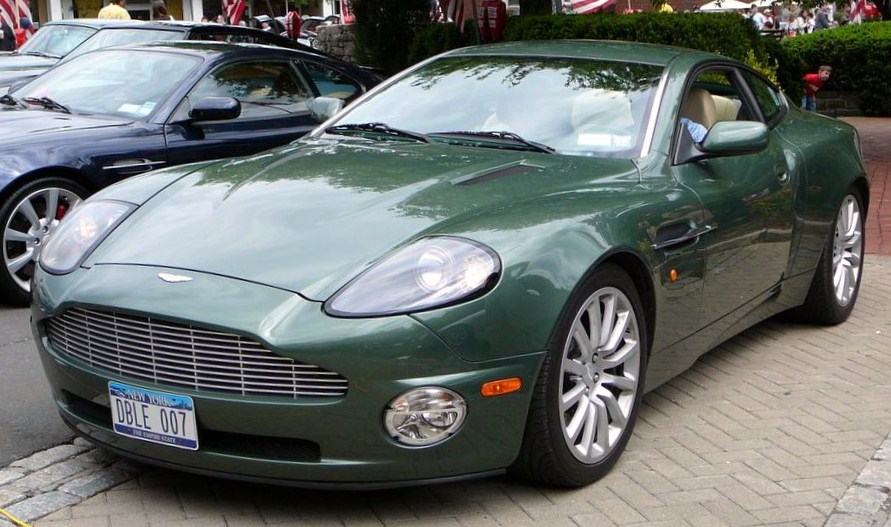
آستون مارتین ونکویش یکی از خودروهای جدید این بازی بود.

این بازی توسط کازونوری یامائوچی ساخته شده است که دو بازی اول را توسعه داده بود. یامائوچی برای این بازی با سازنده رایانه و تجهیزات جانبی بازی لاجیتک همکاری کرد که نتیجه آن فرمان جی‌تی فورس بود. این فرمان دارای بازخورد نیرو است و به‌طور خاص برای گرن توریسمو ۳ طراحی شده است.
یک نسخه آزمایشی از بازی تحت عنوان کاری در جشنواره پلی‌استیشن ۲۰۰۰ منتشر شد که به بازیکنان این امکان را می‌داد تا به مدت ۱۲۰ ثانیه یک میتسوبیشی لنسر اوولوشن وی را در پیست سیاتل برانند. این بازی کم و بیش یک نسخه بتا از جی‌تی۳ با نام گرن توریسمو ۲۰۰۰ بود که به دلیل این واقعیت که ساخت بازی بیش از برنامه‌ریزی شده طول می‌کشید به جی‌تی۳ ای-اسپک تغییر نام داد.
در مقایسه با گرن توریسمو ۲، گرافیک به لطف سخت‌افزار پلی‌استیشن ۲ بسیار بهبود یافته است، اما به دلیل کار زیاد روی گرافیک، ساختار خودروها، آمار دقیق همه خودروها و عرضه بازی، تعداد خودروها در این بازی به شدت کاهش یافته است. در اوایل عمر پلی‌استیشن ۲ در این بازی حدود ۱۸۰ خودرو به جای ۶۵۰ خودرو در جی‌تی۲ وجود دارد.
هدیه‌ای که در زمان انتشار بازی راه‌اندازی شد شامل جوایز مختلفی در نسخه آمریکای شمالی بود. برای مثال، یک روز در مدرسه مسابقه اسکایپ باربر، پرداخت خودرو برای یک ماه و پیراهن و کلاه با تم گرن توریسمو برای هدیه وجود داشت.

### گرن توریسمو کانسپت
با توجه به استقبال منتقدان، نسخه کوتاه گرن توریسمو کانسپت در سال ۲۰۰۱ و ۲۰۰۲ در ژاپن و نقاط مختلف جهان به جزء در آمریکای شمالی عرضه شد. این نسخه شامل مدل‌های جدیدی بود که در نمایشگاه‌های معروف خودرو آسیایی و اروپایی رونمایی شدند. پس از اتمام کامل ۱۰۰٪ بازی، به بازیکن یک بازی ذخیره‌شده با تمام مجوزها و ۱۰٬۰۰۰٬۰۰۰ میلیون اعتبار (پول) برای گرن توریسمو ۳ داده می‌شود.

## بازتاب‌ها
| گردآورنده | امتیاز |
| --------- | ------ |
| متاکریتیک | ۹۵/۱۰۰ |

| ناشر                    | امتیاز |
| ----------------------- | ------ |
| آل‌گیم                   | [ ۴ ]  |
| اج                      | ۸/۱۰   |
| الکترونیک گیمینگ مانثلی | ۱۰/۱۰  |
| یوروگیمر                | ۱۰/۱۰  |
| فامیتسو                 | ۳۹/۴۰  |
| گیم اینفورمر            | ۹/۱۰   |
| گیم‌پرو                  | [ ۱۰ ] |
| گیم رولیشن              | B+     |
| گیم‌اسپات                | ۹٫۴/۱۰ |
| گیم‌اسپای                | [ ۱۳ ] |
| گیم‌زون                  | ۹٫۸/۱۰ |
| آی‌جی‌ان                  | ۹٫۸/۱۰ |
| نکست جنریشن             | [ ۱۶ ] |
| اوپی‌ام (ایالات متحده)   | [ ۱۷ ] |
| سینسیناتی انکوایرر      | [ ۱۸ ] |
| ماکسیم                  | ۱۰/۱۰  |

| ناشر                                  | جایزه                       |
| ------------------------------------- | --------------------------- |
| جوایز منتقدان بازی                    | بهترین بازی مسابقه سال ۲۰۰۱ |
| ششمین جایزه انیمیشن کوبه              | جایزه کار بسته‌بندی شده      |
| پنجمین جوایز دستاوردهای تعاملی سالانه | مسابقه کنسولی               |

گرن توریسمو ۳: ای-اسپک با توجه به بازبینی جمعی متاکریتیک، مانند نسخه‌های قبلی خود «تحسین جهانی» دریافت کرد. داوران گرافیک، واقع گرایی، موسیقی متن، طراحی صدا و کنترل‌های آن را ستودند. فرانک اوکانر از نکست جنریشین آن را «بهترین، کامل‌ترین و تأثیرگذارترین بازی رانندگی تاکنون، که به راحتی با پیشینیان خود بازی می‌کند – و اولین بازی ضروری برای پلی‌استیشن ۲» نامیده است. در ژاپن، فامیتسو امتیاز تقریباً عالی ۳۹ از ۴۰ را به آن داد.

### فروش
در ژاپن، این بازی در سه روز اول انتشار، یک میلیون نسخه فروخت. در آمریکای شمالی، یک میلیون نسخه در روز اول عرضه شد و به پرفروش‌ترین بازی در منطقه تبدیل شد. تا ژوئیه ۲۰۰۶، ۳٫۸ میلیون نسخه فروخته و ۱۲۰٬۰۰۰٬۰۰۰ دلار آمریکا (۱۹۸٬۰۰۰٬۰۰۰ دلار در ۲۰۲۵) تنها در ایالات متحده به دست آورده بود. نکست جنریشین آن را به عنوان سومین بازی پرفروش که برای پلی‌استیشن ۲، ایکس‌باکس یا گیم‌کیوب بین ژانویه ۲۰۰۰ و ژوئیه ۲۰۰۶ در آن کشور راه‌اندازی شد، رتبه‌بندی کرد. در بریتانیا، این بازی جایزه فروش «دو پلاتین» را از انجمن ناشران نرم‌افزار سرگرمی و اوقات فراغت (ELSPA) دریافت کرد، که نشان دهنده فروش حداقل ۶۰۰ هزار نسخه در بریتانیا است. در اروپا، این بازی ۶۴ میلیون یورو در سال ۲۰۰۱، جمعاً به بیش از ۱۷۷٬۰۰۰٬۰۰۰ دلار آمریکا (۲۹۳٬۰۰۰٬۰۰۰ دلار در ۲۰۲۵) در ایالات متحده (تا سال ۲۰۰۶) و اروپا (در سال ۲۰۰۱) درآمد داشت.
این بازی تا مارس ۲۰۰۲ بیش از ۸ میلیون نسخه در سراسر جهان فروخته بود و تا مارس ۲۰۰۳ بیش از ۱۱ میلیون نسخه فروخته شد. تا ۳۰ آوریل ۲۰۰۸، این بازی ۱٫۸۹ میلیون نسخه در ژاپن، ۷٫۱۴ میلیون نسخه در آمریکای شمالی، ۵٫۸۵ میلیون نسخه در اروپا، ده هزار نسخه در آسیای جنوب شرقی و در مجموع ۱۴٫۸۹ میلیون نسخه فروش رفت. این بازی پرفروش‌ترین بازی در مجموعه گرن توریسمو است. این بخشی از برترین عناوین پلی‌استیشن ۲ است. این بازی در فهرست پرفروش‌ترین بازی‌های ویدئویی قرار گرفت.

### جوایز
گیم‌اسپات آن را پنجمین بازی برتر کنسولی سال ۲۰۰۱ نامید و جایزه «بهترین بازی رانندگی» را در بین بازی‌های کنسولی به آن اهدا کرد. در بخش‌های «بهترین بازی پلی‌استیشن ۲»، «بهترین صدا» و «بهترین گرافیک، فنی» نایب قهرمان شد. در طی پنجمین دوره جوایز سالانه دستاوردهای تعاملی، فرهنگستان هنر و علوم تعاملی گرن توریسمو ۳: ای-اسپک را با جایزه «مسابقه کنسولی» تجلیل کرد. همچنین نامزد دریافت جایزه «بهترین بازی کنسول» و «دستاورد برجسته در مهندسی بصری» شد که هر دو در نهایت به هیلو: نبرد تکامل داده شدند.

### میراث
این بازی در لیست «۱۰۰ بازی برتر» مانند لیست آی‌جی‌ان در سال ۲۰۰۳ ظاهر شده است. در سال ۲۰۰۴، خوانندگان رترو گیمر گرن توریسمو ۳ را به عنوان نود و هفتمین بازی برتر یکپارچه سازی با سیستم عامل رأی دادند و کارکنان اشاره کردند که: «ترکیبی از هندلینگ واقعی و گرافیک عالی بدون ذکر این واقعیت که دارای صدها خودرو دارای مجوز است، باعث تحسین دوستداران خودرو در همه جا شده است. ممکن است گیم‌پلی بازی برای بسیاری کمی بیش از حد عمیق و دشوار باشد، اما برای دنبال کنندگان اصلی آن، گرن توریسمو تمام و پایان مسابقات دیجیتال است و جی‌تی۳ به عنوان بهترین از این دسته انتخاب شده است.»